# Lý thuyết cú hích
Cú hích là một khái niệm trong khoa học hành vi, lý thuyết chính trị và kinh tế học hành vi, lý thuyết này chỉ ra rằng hoạt động củng cố tích cực và đề xuất gián tiếp sẽ tác động đến hành vi và khả năng ra quyết định của một nhóm hoặc một cá nhân. Cú hích hoàn toàn trái ngược với những cách thông thường khác để đạt được sự tuân thủ, chẳng hạn như giáo dục, pháp luật hoặc cưỡng chế.
Khái niệm về cú hích dần trở nên phổ biến sau khi cuốn sách Cú hích: Cải thiện các quyết định về sức khỏe, sự giàu có và hạnh phúc được ra mắt vào năm 2008 bởi hai học giả người Mỹ đến từ Đại học Chicago là nhà kinh tế học Richard Thaler và học giả pháp lý Cass Sunstein. Lý thuyết này đã tạo ra sự ảnh hưởng đến các chính trị gia ở Anh và Mỹ. Nhiều đơn vị có khả năng tạo ra cú hích đang tồn tại trên khắp thế giới ở cấp quốc gia (Anh, Đức, Nhật Bản và các quốc gia khác) cũng như ở cấp quốc tế (ví dụ: Ngân hàng Thế giới, LHQ và Ủy ban Châu Âu ). Tuy gây được tiếng vang, nhưng"lý thuyết cú hích"cũng tạo ra những tranh cãi về việc rằng liệu đây có phải là một sự phát triển mới lạ trong khoa học hành vi hay đơn giản cú hích chỉ là một thuật ngữ mới được đặt tên cho một trong nhiều phương pháp tác động đến hành vi con người, vốn dĩ đã được nghiên cứu trong lĩnh vực khoa học phân tích hành vi.

## Định nghĩa về một cú hích

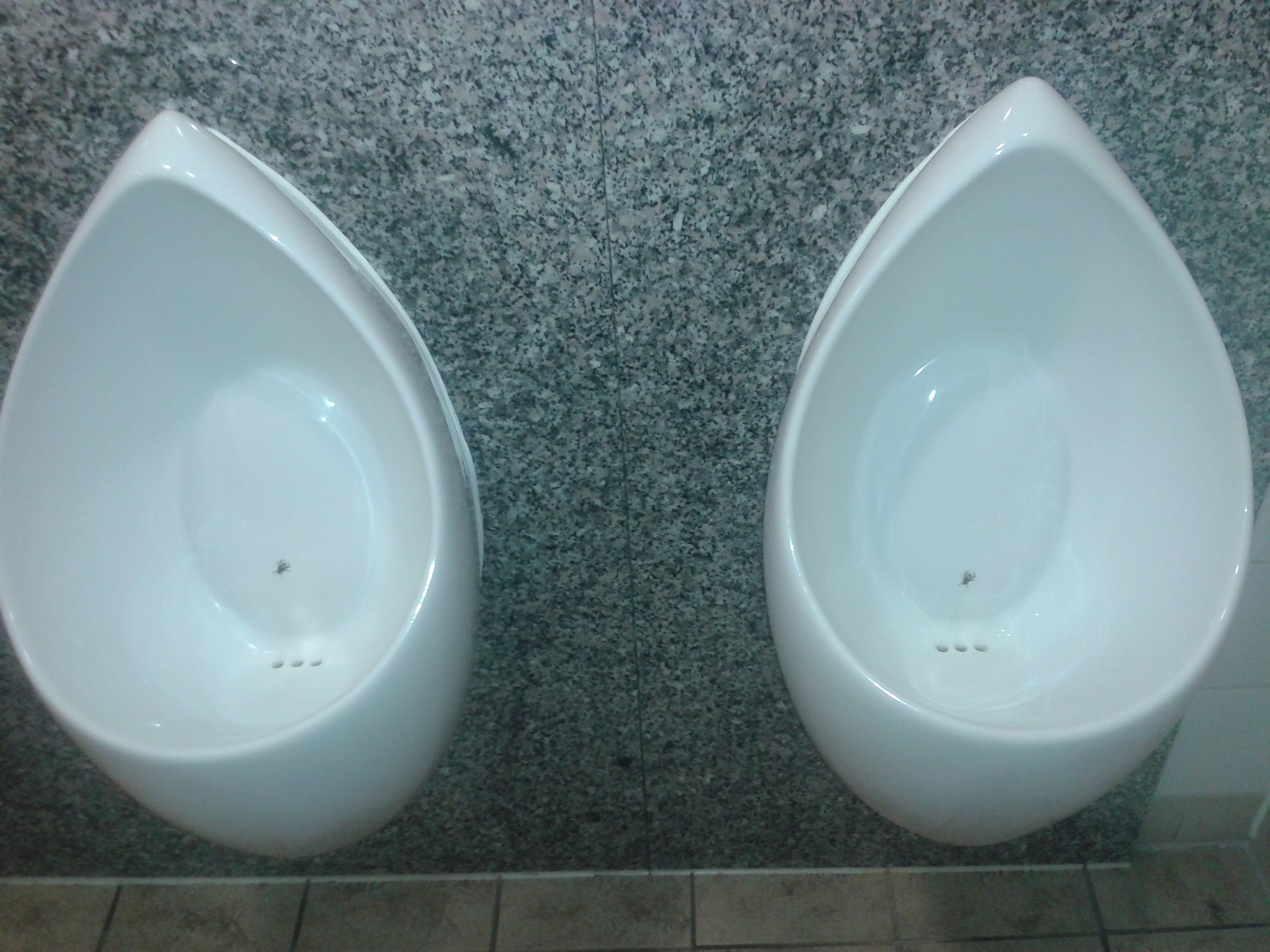
Ví dụ về một cú hích: một con ruồi được vẽ lên bồn tiểu trong một nhà vệ sinh công cộng nam

Định nghĩa đầu tiên về thuật ngữ này và các quy tắc liên quan đã được James Wilk phát triển trong lĩnh vực điều khiển học trước năm 1995 và được miêu tả bởi D.J. Stewart, học giả của Đại học Brunel với cái tên"nghệ thuật của cú hích"(đôi khi còn được gọi là các cú hích vi mô hay micronudge ). Nó cũng tạo ra những ảnh hưởng về phương pháp luận từ liệu pháp tâm lý lâm sàng truy cho đến các phương pháp của Gregory Bateson, những người tham gia đóng góp bao gồm Milton Erickson, Watzlawick, Weakland và Fisch, Bill O'Hanlon. Trong biến thể này, cú hích là một thiết kế có các mục tiêu vi mô, hướng đến một nhóm người cụ thể, bất kể quy mô can thiệp dự định.